# Union Titus Pétange
Union Titus Pétange – luksemburski klub piłkarski, mający swoją siedzibę w mieście Pétange w południowo-zachodniej części Luksemburga.

## Historia
Chronologia nazw:
- 2015: Union Titus Pétange - po fuzji klubów CS Pétange i Titus Lamadelaine

Klub piłkarski Union Titus Pétange został założony w miejscowości Pétange 29 kwietnia 2015 roku w wyniku fuzji 2 drugoligowych drużyn CS Pétange i Titus Lamadelaine. W sezonie 2015/16 zajął drugie miejsce w Éierepromotioun i uzyskał promocję do Nationaldivisioun. W sezonie 2016/17 debiutował w najwyższej lidze, zajmując 6.miejsce. Sezon 2017/18 zakończył na 9.pozycji.

## Sukcesy
| \| \| Zdobyte trofea w rozgrywkach Luksemburga (stan na: 11 sierpnia 2020) \| |                                                                      |      |          |
| Rozgrywki                                                                     | Osiągnięcie                                                          | Razy | Sezon(y) |
| Mistrzostwo                                                                   | I miejsce                                                            | 0    |          |
| Mistrzostwo                                                                   | II miejsce                                                           | 0    |          |
| Mistrzostwo                                                                   | III miejsce                                                          | 0    |          |
| Mistrzostwo                                                                   | IV miejsce                                                           | 1    | 2019/20  |
| Puchar                                                                        | zdobywca                                                             | 0    |          |
| Puchar                                                                        | finalista                                                            | 0    |          |
| Puchar                                                                        | półfinalista                                                         | 1    | 2015/16  |
| II liga                                                                       | I miejsce                                                            | 0    |          |
| II liga                                                                       | II miejsce                                                           | 1    | 2015/16  |
| II liga                                                                       | III miejsce                                                          | 0    |          |
| Luksemburg                                                                    | Zdobyte trofea w rozgrywkach Luksemburga (stan na: 11 sierpnia 2020) |      |          |

## Europejskie puchary
Legenda do wszystkich tabel:
- Q – runda eliminacyjna, 1/16, 1/8, 1/4, 1/2 – odpowiednia faza rozgrywek, Grupa – runda grupowa, 1r gr – pierwsza runda grupowa, 2r gr – druga runda grupowa, F – finał, R – runda, PO – play-off
- k. – rzuty karne, los. – losowanie, Dogr. – dogrywka, w. – zasada bramek strzelonych na wyjeździe

| Sezon   | Rozgrywki   | Runda | Klub             | Dom     | Wyjazd  | Ogólnie |
| ------- | ----------- | ----- | ---------------- | ------- | ------- | ------- |
| 2020/21 | Liga Europy | 1Q    | Lincoln Red Imps | 0–2 (W) | 0–2 (W) | 0–2 (W) |

## Stadion
Klub rozgrywa swoje mecze domowe na stadionie Stade Municipal w Pétange, który może pomieścić 2400 widzów.

## Obecny skład
Stan na 11 sierpnia 2020
| Nr | Poz. | Piłkarz                                           |
| -- | ---- | ------------------------------------------------- |
| 1  | BR   | Tom Ottele                                        |
| 5  | OB   | Allan Hauguel                                     |
| 6  | PO   | Yannick Kakoko                                    |
| 9  | NA   | Eddire Mokrani                                    |
| 10 | PO   | Artur Abreu (kapitan)                             |
| 11 | OB   | Mike Schneider (wypożyczony z Progrès Niedercorn) |
| 20 | PO   | Eliot Gashi                                       |
| 21 | PO   | Kevin Kerger (wypożyczony z Progrès Niedercorn)   |
| 22 | PO   | Abdoul Kaboré                                     |
| 24 | PO   | Emir Bijelic                                      |
| 28 | OB   | Mounir Hamzaoui                                   |
| 40 | NA   | Jonathan Nanizayamo                               |
| 71 | PO   | Patrik Teixeira                                   |
| ?  | NA   | Robert Maah                                       |

| Nr | Poz. | Piłkarz                |
| -- | ---- | ---------------------- |
| ?  | PO   | Nestor Kodjia          |
| ?  | OB   | Alexandre Laurienté    |
| ?  | PO   | Bilel El Hamzaoui      |
| ?  | OB   | Yannick da Graca       |
| ?  | PO   | Luca Duriatti          |
| ?  | PO   | Munir Dragulovcanin    |
| ?  | PO   | Denis Stumpf           |
| ?  | OB   | Hugo Mesbah            |
| ?  | OB   | Sonhy Sefil            |
| ?  | BR   | Boris Bassene          |
| ?  | OB   | Kenan Korac            |
| ?  | BR   | André Barrela          |
| ?  | PO   | Joel Rodrigues da Cruz |
| ?  | OB   | Anthony Vacheron       |

### Piłkarze na wypożyczeniu
| Nr | Poz. | Piłkarz                                  |
| -- | ---- | ---------------------------------------- |
|    | PO   | Gonçalo Peixoto (wypożyczony do US Esch) |

### Sztab szkoleniowy
| Imię i nazwisko  | Funkcja           |
| ---------------- | ----------------- |
| Cyril Serredszum | Trener            |
| Ismaël Bouzid    | Asystent trenera  |
| Landry Bonnefoi  | Trener bramkarzy  |
| Yassine Benajiba | Dyrektor sportowy |

## Trenerzy
| Imię i nazwisko  | Okres urzędowania   | Okres urzędowania |
| ---------------- | ------------------- | ----------------- |
| Paolo Amodio     | 1 lipca 2015        | 30 września 2016  |
| Carlos Fangueiro | 1 października 2016 | 2 listopada 2016  |
| Manuel Correia   | 3 listopada 2016    | 11 grudnia 2017   |
| Baltemar Brito   | 8 stycznia 2018     | 3 grudnia 2018    |
| Carlos Fangueiro | 1 stycznia 2019     | 10 marca 2020     |
| Cyril Serredszum | 11 marca 2020       | trwa              |